# Hermann Engler
Hermann Theodor Otto Engler (* 25. August 1821 in Leitersdorf, Landkreis Crossen; † 6. Mai 1896 in Berent (Westpreußen)) war ein deutscher Jurist, Landrat im Landkreis Berent (Westpr.) und Ehrenbürger von Berent, Mitglied des Provinziallandtages der Provinz Preußen und des Preußischen Abgeordnetenhauses.

## Leben
Engler wurde 1821 als Sohn eines Oberamtmannes geboren und studierte nach dem Besuch des Gymnasiums in Konitz Rechtswissenschaften in Breslau, Bonn und Berlin. 1843 wurde er Mitglied der Burschenschaft der Raczeks Breslau und 1844 Mitglied der Burschenschaft Fridericia Bonn. Nach dem Studium wurde er Auskultator am Berliner Stadtgericht, 1846 Referendar am Oberlandesgericht in Köslin, 1850 Staatsanwaltsgehilfe der Kreisgerichte Bütow und Lauenburg i. Pom. 1853 wurde er Staatsanwalt und 1854 Landrat in Berent. 1861 wurde er Mitglied des Provinziallandtages der Provinz Preußen. Dort machte er sich unter anderem für die Schaffung einer selbstständigen Provinz Westpreußen stark und verhinderte die Teilung des Kreises Berent. 1879 wurde er Geheimer Regierungsrat und Ehrenbürger der Stadt Berent. Von 1880 bis 1896 war er Mitglied des Preußischen Abgeordnetenhauses für den Wahlkreis Regierungsbezirk Danzig 4 (Berent/Preußisch Stargard - Dirschau) als Abgeordneter der Freikonservativen Partei.